# 曼迪卡爾多

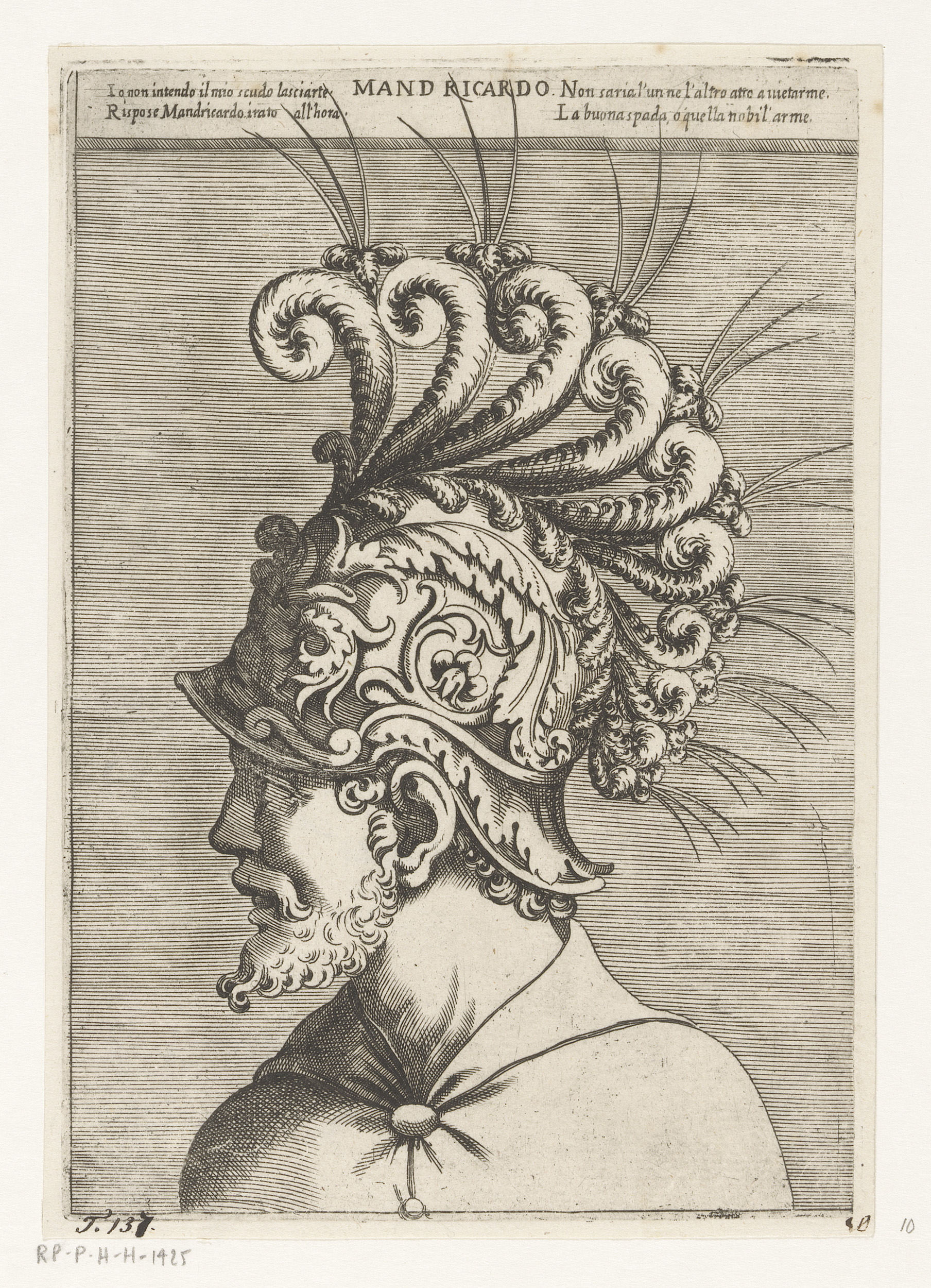
意大利插画《瘋狂奧蘭多》中的曼迪卡爾多

曼迪卡爾多（義大利語：Mandricardo）是法兰西史诗中的人物，出现在马泰奥·马里亚·博亚尔多的意大利浪漫史诗《熱戀的奥兰多》和阿里奥斯托的《瘋狂奧蘭多》中。

## 剧情概要
曼迪卡爾多是韃靼利亞的撒拉森王和蒙古皇帝，為阿格里坎的儿子，也是阿格拉曼特（非洲撒拉森人的国王，指挥着其附庸国家的国王，包括罗多蒙特和曼迪卡爾多）的盟友。在《熱戀的奥兰多》中，他发现父亲被奥兰多杀死，甚至还夺走阿格里坎的迪朗達爾（Canto I）。
在《瘋狂奧蘭多》中，曼迪卡爾多的首要目标是为父亲的死复仇。在这次任务中，他遇到并爱上了美丽的多拉莉斯、格拉纳达公主、罗多蒙特的未婚妻（Canto XIV），后来与她私奔并与情敌战斗（Canti XXIV、 XXVI、XXVII）。在追逐奥兰多时，两人为争夺迪朗達爾剑而决斗：但在激烈的战斗中，曼迪卡爾多的马开始逃跑，带他远离战斗的地方，而多拉莉斯紧随其后。（Canto XXIII）。
曼迪卡爾多找到迪朗達爾和奥兰多在疯狂中扔掉的盔甲碎片，并与现场的泽比诺对峙。如果多拉莉斯没在伊莎贝拉的要求下阻止他，泽比诺将会被杀；随后两人一起离开。泽比诺很快因在冲突中受伤而死亡。与此同时，曼迪卡爾多和多拉莉斯遇见女孩的未婚夫罗多蒙特：当两人在打斗时，一名信使赶到他们的所在地，因为马尔西利奥请求分散在该地区的所有骑士以帮助对抗正在包围营地的卡罗。然后，在多拉莉斯的威压下，两人决定暂停他们的敌意，直到基督教的威胁消失为止。(Canto XXIV)
在Canto XXVII，阿格拉曼特决定订立秩序。首要问题是罗多蒙特和曼迪卡爾多之间对多拉莉斯的爱。他们将选择权留给女孩，她选择后者：罗多蒙特因羞愧而离开撒拉森人的营地并前往森林。然后他又想向曼迪卡爾多挑起决斗，但是关于决斗的顺序产生了混乱。
在阿格拉曼特的宫廷中出现对曼迪卡爾多的支持，因此抽签决定谁将进行下一场决斗。阿格拉曼特感到绝望，因为他将失去珍贵的战士魯傑羅或曼迪卡爾多之中的一个；正如多拉莉斯也为她心爱的人感到绝望。两位撒拉森勇士开始交战：曼迪卡爾多似乎更占上风，但最终却是魯傑羅给予对方致命一击（Canto XXX）。曼迪卡爾多的死让多拉莉斯感到极度悲伤。

## 文化影響
- 日本手機遊戲《Fate/Grand Order》中，作為3星Rider出場。配音員︰增田俊樹。[1]